# Арт рок
Арт рокът е движение в рока, което се заражда през 60-те години на 20 век паралелно във Великобритания и САЩ. Неговите привърженици отказват да се съобразяват с границите и стандартите. Първите арт рок групи са Пинк Флойд във Великобритания и Велвет Ъндърграунд в САЩ.
Новото в този стил музика е пълната свобода на изразните средства, без значения музикални, текстови или визуални.
В общи линии, този тип музика се опитва да представи рока по авангарден, предизвикателен начин, използвайки модернистични, експериментални, или неконвенционални средства. Така той надраства дотогава познатия, стандартен рок, който служи за забавление за младежи, и стига до художествени изразявания, където се търси по-скоро експериментална и концептуална себеизява. Като влияния могат да се цитират експерименталният рок, авангардната, класическата и джаз музиката.
Тази музика е създадена, за да бъде слушана и да води до размисъл, а не за танцуване. В нея често има електронни ефекти и елементи от леката музика, които стоят далеч от ударните ритми на ранния рок. Понякога терминът се смесва с прогресив рока, но последният използва инструментални техники, вдъхновени от класическата музика, и симфонични елементи.
Връх този жанр бележи в началото на 70-те, с изявите на определени британски музиканти. Самата музика, заедно с театралния характер на жанра, привлича младежи и не много възрастни почитатели, главно поради виртуозността и музикално-лиричната комплексност. Арт рокът се асоциира главно с периода от 1966-67 до средата на 70-те, когато възниква пънкът. По-късно жанрът се влива в по-късните музикални процеси и жанрове от 70-те – до 90-те години.

## Определение
Критикът Джон Рокуел изказва мнение, че арт рокът е един от най-широкообхватните и разнородни жанрове, в който се срещат цялостно чувство за креативно откъсване, претенции за класическо звучене, както и тенденции към експерименталното и авангардното. В рок музиката от 70-те, описанието „арт“ (на български: 'изкуство') е като цяло значещо „агресивно авангардно“ или „претенциозно прогресив“. Така „арт рок“ се използва като синоним на прогресив рок. В исторически план терминът се използва, за да опише два свързани, но въпреки това различни, типа рок музика. Първият е прогресив рокът. Вторият тип отхвърля психеделията и хипи контракултурата, за да даде предимство на модернистичния, авангарден стил, който се персонифицира от Велвет Ъндърграунд.